# كلايف بالمر
كلايف بالمر (بالإنجليزية: Clive Palmer)‏ هو رائد أعمال وسياسي أسترالي، ولد في 26 مارس 1954 في ملبورن في أستراليا. حزبياً، نشط في United Australia Party (2013) ‏ (2013 – ) والحزب الوطني الليبرالي في كوينزلاند (2008 – 2012) والحزب الوطني الأسترالي (1974 – 2008). وقد انتخب عضو مجلس النواب الأسترالي عن دائرة Division of Fairfax ‏ (7 سبتمبر 2013 – 9 مايو 2016).